# Stylidium galioides
Stylidium galioides är en tvåhjärtbladig växtart som beskrevs av Charles Austin Gardner. Stylidium galioides ingår i släktet Stylidium och familjen Stylidiaceae. Inga underarter finns listade i Catalogue of Life.